# Maurice Paschoud
Pour les articles homonymes, voir Paschoud.
Maurice Paschoud (né le 21 juillet 1882 à Lutry et mort le 18 octobre 1955 à Lausanne), est un homme politique du Parti radical-démocratique et un professeur d'université suisse. 

## Biographie
Maurice Paschoud est le fils du notaire et homme politique libéral David Paschoud et de sa seconde épouse, Ida Lugrin. Son demi-frère, Albert Paschoud (de), est une personnalité politique du parti libéral,. Il est diplômé de l'École polytechnique fédérale de Lausanne en 1904, puis poursuit ses études à la faculté des sciences de Paris, où il obtient sa licence de mathématiques en 1906. Il obtient son doctorat en 1914. Il épouse Rosa-Nelly Suter en 1919.
Il enseigne les sciences naturelles au gymnase de Lausanne, et dans un collège scientifique, puis il est nommé professeur à l'école d'ingénieurs et à la faculté de sciences naturelles de l'université de Lausanne en 1920. Il est recteur de l'université de 1928 à 1930. Il est membre de la Société de Belles-Lettres.
Il est conseiller communal radical de Lausanne (1926-1930), puis conseiller national de 1928 à 1930, année où il entre au Conseil d’État, dans le département de l'Instruction publique et des Cultes. Il démissionne de ses fonctions politiques à la fin de 1931, et rejoint la direction générale des Chemins de fer fédéraux suisses.
Il meurt à Lausanne le 18 octobre 1955.

## Distinctions
- Docteur honoris causa de l'université de Lausanne